# Alexander Wilhelm

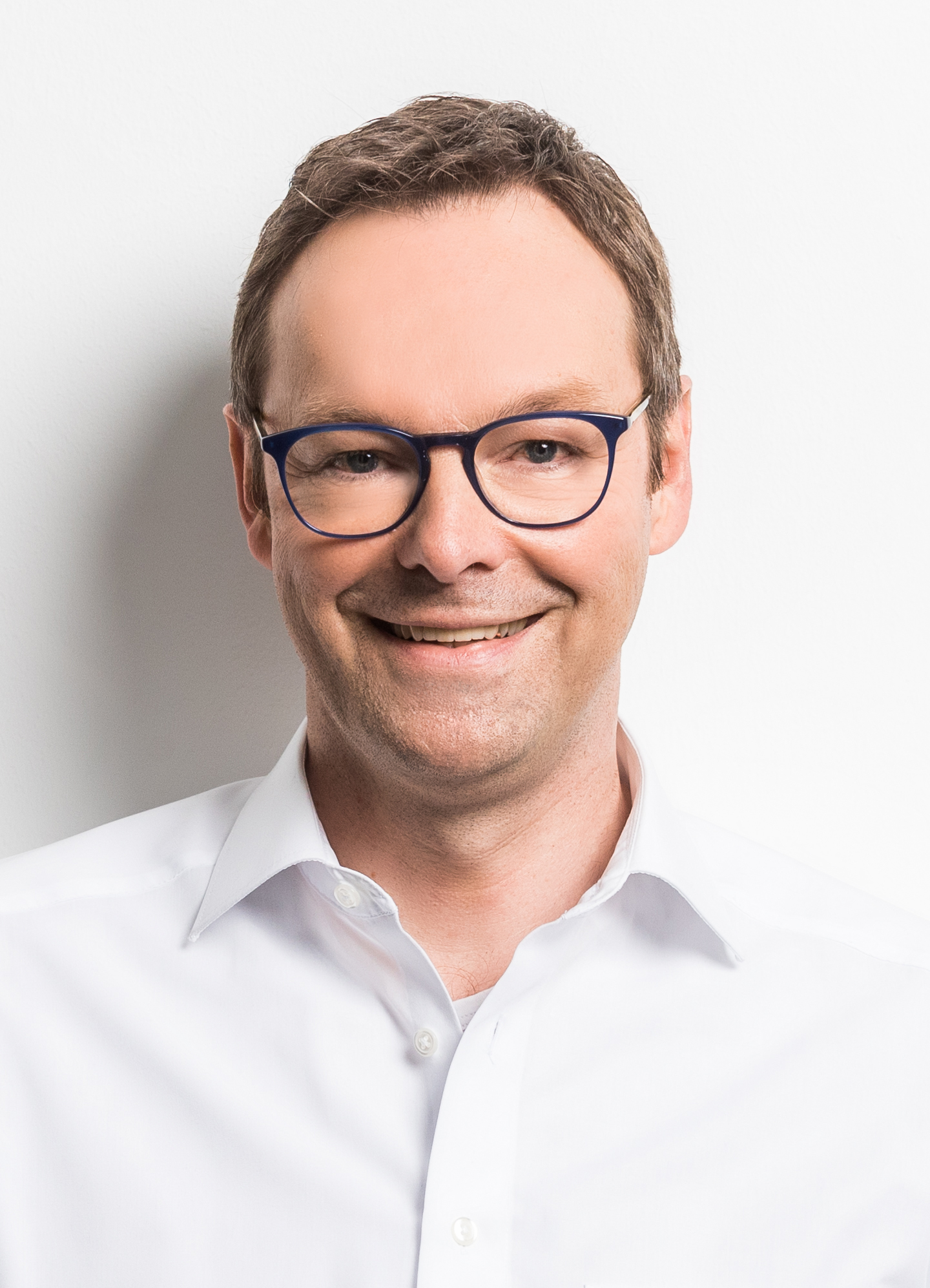
Alexander Wilhelm (2020)

Alexander Wilhelm (* 1967) ist ein deutscher Verwaltungsjurist. Er war von 2018 bis 2021 Staatssekretär im Ministerium für Soziales, Arbeit, Gesundheit und Demografie des Landes Rheinland-Pfalz. Seit dem 15. Mai 2021 leitet er als Geschäftsführer das Landeskrankenhaus (AöR) Rheinland-Pfalz. 

## Ausbildung, Beruf und Familie
Alexander Wilhelm legte im Jahr 1987 sein Abitur am Staatlichen Neusprachlichen Gymnasium, heute Megina-Gymnasium Mayen, ab. Anschließend absolvierte er seinen Wehrdienst, bevor er 1988 sein Studium der Rechtswissenschaften an der Universität Passau begann. Er setzte dieses Studium im Jahr 1990 an der Johannes Gutenberg-Universität Mainz fort, das er im Januar 1994 mit dem ersten Juristischen Staatsexamen beendete. Im Jahr 1996 folgte das zweite Juristische Staatsexamen beim Oberlandesgericht Koblenz. Von 1996 bis 1997 schloss sich ein Promotionsstipendium am Graduiertenkolleg Umwelt- und Technikrecht der Universität Trier an. Anschließend trat Wilhelm in den höheren Dienst der Steuerverwaltung des Landes Rheinland-Pfalz ein. Im Jahr 2002 schloss er seine Promotion zum Dr. jur. an der Universität Trier bei Peter Marburger ab. Zwei Jahre später übernahm der die Leitung des Finanzamts Mayen.
Im Jahr 2005 wechselte Alexander Wilhelm zunächst als Referent ins Ministerium der Finanzen Rheinland-Pfalz. 2010 wurde er Büroleiter des damaligen Finanzministers Carsten Kühl und stieg 2011 zum Leiter der Zentralabteilung auf. Diese Funktion übte er sieben Jahre aus.
Zum 15. Mai 2021 wurde er der Geschäftsführer des Landeskrankenhauses (AöR). Er folgt damit auf Gerald Gaß, welcher zuvor zum 1. April 2021 Vorstandsvorsitzender der Geschäftsführung der Deutschen Krankenhausgesellschaft geworden war.

## Politik
Vom 1. Mai 2018 bis zum 15. Mai 2021 war Alexander Wilhelm Staatssekretär im Ministerium für Soziales, Arbeit, Gesundheit und Demografie unter Ministerin Sabine Bätzing-Lichtenthäler.
Er ist Ortsvereinsvorsitzender der SPD Spay und stellvertretender Vorsitzender des Kreisverbands Mayen-Koblenz der SPD.
Bei der Wahlkreiskonferenz am 6. März 2020 in Mayen wurde Alexander Wilhelm mit 100 Prozent der gültigen Stimmen als Direktkandidaten der SPD im Wahlkreis 12 für die Landtagswahl 2021 in Rheinland-Pfalz nominiert. Bei der Landtagswahl unterlag er knapp dem CDU-Politiker Torsten Welling.